# Nausicaä del Valle del Viento (película)
Nausicaä del Valle del Viento (風の谷のナウシカ Kaze no Tani no Naushika?) es una película de animación japonesa creada por Hayao Miyazaki en 1984, e inspirada en la novela gráfica homónima del propio Miyazaki publicada en el año 1982. Fue realizada un año antes de la fundación de Studio Ghibli y estuvo a cargo del estudio Topcraft. Sin embargo, se le considera la primera película de Miyazaki dentro de Studio Ghibli debido a que gran parte del equipo de producción así como la implicación de Miyazaki, Isao Takahata y Toshio Suzuki, continúa después de la creación del estudio. También se la considera como parte del catálogo de Ghibli debido a que si no se hubiera estrenado no se hubiera podido crear el estudio; y el propio estudio la cataloga dentro de su colección.
La película relata la historia de Nausicaä, princesa del Valle del Viento, que se ve enfrentada al ejército del reino de Tormekia, capitaneado por Lady Kushana, quien intenta hacerse con el control de un "Dios de la Guerra" como arma para erradicar el Bosque Contaminado y a los insectos gigantes que viven en él, como los Ohms. Nausicaä intenta así por todos los medios impedir esa masacre.
La cinta se estrenó originalmente en Japón el 11 de marzo de 1984, teniendo un éxito notable que hizo que Tokuma Shoten, la distribuidora, diera luz verde a la creación de Studio Ghibli. Tuvo una repercusión mediática notable y fue un éxito de taquilla en su estreno original. Además, la película obtuvo un premio por parte de la revista Animage y el reconocimiento de la crítica y el público. La película tuvo una distribución internacional inicial controvertida debido a las importantes modificaciones que hizo su distribuidora en Estados Unidos; posteriormente, Disney reeditó la película internacionalmente sin modificaciones.

## Argumento
Mil años después de los Siete Días de Fuego, la humanidad sobrevive precariamente en un mundo devastado. La guerra provocó una contaminación generalizada que dio lugar a un bosque tóxico lleno de insectos mutantes gigantes. El Valle del Viento es un pequeño reino rodeado de otros reinos más poderosos y hostiles que suelen tener guerras entre ellos. En el Valle del Viento, rige una profecía que predice a un salvador que "vestido de azul caminará sobre un campo de oro para unir los lazos con la Tierra y finalmente guiar al pueblo a las tierras purificadas". Nausicaä es la princesa del Valle del Viento y única hija del rey Jihl, es gran piloto y guerrera y también compasiva y solícita de toda la vida. La princesa Nausicaä trata de encontrar un sentido del bosque contaminado y se resiste a ver a los insectos como enemigos, entre ellas las gigantescas criaturas trilobitas llamadas Ohm.
Una noche en la cama, durante la visita del Maestro Yupa, un avión de carga del reino de Tormekia se estrella en el Valle. Nausicaä se apresura a rescatar de entre los escombros a un sobreviviente, quien resulta ser la princesa Lastelle de Pejite, quien estando malherida le ruega a Nausicaä que destruya el cargamento de la nave; poco después, Lastelle muere. El cargamento es un embrión de un mortífero Dios de la Guerra, una de las armas biológicas que causaron la guerra hace un milenio. Los tolmekianos se apoderaron del embrión, el cual había sido encontrado en las profundidades de Pejite, y de la princesa Lastelle, pero su avión fue atacado por insectos y terminó por estrellarse. Uno de los insectos emerge herido de los restos y parece dispuesto a atacar a los aldeanos, pero Nausicaä utiliza un pequeño silbato de insectos para calmarlo y lo guía lejos de la aldea, de nuevo hacia el bosque.
A la mañana siguiente, las tropas tolmekianas, encabezadas por la princesa Kushana y el oficial Kurotowa, arriban al Valle y asesinan al padre de Nausicaä y se apoderan del embrión del Dios de la Guerra. Kushana planea revivir al Dios de la Guerra y usarlo para quemar el bosque contaminado. Nausicaä mata a varios soldados tolmekianos antes de que Yupa intervenga y logre calmarla. Kushana posteriormente anuncia su decisión de partir hacia la capital tolmekiana con Nausicaä y cinco rehenes del Valle. Antes de marcharse, Yupa descubre un jardín secreto con plantas del bosque cuidadas por Nausicaä. De acuerdo con los hallazgos de Nausicaä, las plantas crecieron con tierra y agua limpia, por lo que no son tóxicas, a diferencia del suelo del bosque, que ha sido contaminado por la humanidad.
En su camino hacia Tolmekia, una ágil nave de Pejite intercepta las naves tolmekianas y provoca su caída. Nausicaä, junto con Kushana y el resto de los aldeanos del Valle, aterriza en el bosque, perturbando a varios Ohm que son calmados por Nausicaä. Nausicaä procede a rescatar al piloto de la nave pejita, sin embargo, ambos son tragados por arenas movedizas y caen a un área no tóxica por debajo del bosque. Allí, el piloto se presenta como el príncipe Asbel de Pejite, hermano gemelo de Lastelle. Nausicaä luego se da cuenta de que las plantas del bosque purifican la tierra contaminada, produciendo agua y tierra limpia. Nausicaä y Asbel vuelven a Pejite, solo para encontrar que la capital ha sido devastada por los insectos. Un grupo de ciudadanos sobrevivientes les revela que atrajeron a las criaturas para así erradicar a los tolmekianos de la ciudad, y que harían lo mismo en el Valle para recuperar al Dios de la Guerra. Nausicaä, naturalmente en contra de esto, intenta marcharse y advertir a su pueblo, pero es capturada por los pejitas. Sin embargo, con la ayuda de Asbel y su madre, Nausicaä escapa en su planeador. En su viaje, Nausicaä se encuentra con un equipo de soldados pejitas usando a una cría herida de Ohm para atraer a una furiosa manada de miles de ellos al Valle. Los tolmekianos despliegan sus tanques y más  adelante el Dios de la Guerra es usado por Kushana contra la manada. Aun así, el poder de los tanques no detienen a los Ohm, y el Dios de la Guerra se desintegra al haber nacido prematuramente.
Mientras tanto, Nausicaä libera a la cría de Ohm y se gana su confianza. En un intento de detener la inminente masacre, Nausicaä y la cría de Ohm se posicionan delante de la manada, pero estos se encuentran sumergidos en la ira y ambos son arrollados, muriendo Nausicaä en el acto. Con la muerte de Nausicaä, la manada se calma y los Ohm usam sus tentáculos dorados para resucitarla. Nausicaä camina sobre los centenares de tentáculos dorados de los Ohm, revelando así que ella es la salvadora de la profecía. Los Ohm y los tolmekianos abandonan el Valle y los pejitas permanecen con la gente del Valle, ayudándoles a reconstruir su reino. Mientras tanto, en las profundidades del bosque contaminado, un nuevo árbol no tóxico brota junto a las gafas de aviación extraviadas de Nausicaä.

## Personajes Principales
A continuación, se describe brevemente a los personajes más destacados de la película:
- Nausicaä (ナウシカ): Princesa del Valle del Viento y protagonista de la película. Es la única descendiente del rey Jihl. Amante de la naturaleza, tiene una fuerte conexión con los insectos del bosque contaminado, especialmente con los Ohms. Tiene que defender el carácter pacifista de su reino frente a los reinos de Tormekia y Pejite.

- Lady Kushana (クシャナ): Princesa del reino de Tormekia y comandante de las fuerzas armadas de dicho reino. Despiadada e inteligente, busca la destrucción del bosque contaminado y de los insectos para evitar la posible expansión de la contaminación. Mantiene una guerra con el reino de Pejite.

- Maestro Yupa (ユパ): Sabio de la tribu y un experto espadachín. Educó a la princesa Nausicaä en su infancia. Ahora se dedica a recorrer el mundo continuamente tanto para conocer la situación de países y reinos vecinos, como para saber la magnitud de la amenaza del bosque contaminado.

- Príncipe Asbel (アスベル): Príncipe del reino de Pejite y hermano gemelo de la princesa Lastelle. A la muerte de ésta, decide vengarla declarándole la guerra al reino de Tormekia. Tras conocer a Nausicaä, comienza a ver la naturaleza tanto de los hombres como de los insectos del bosque contaminado con otros ojos.

- Mito (ミト): Miembro del Consejo de Sabios del reino del Valle del Viento y fiel aliado de la princesa Nausicaä. Su lealtad a la princesa Nausicaä le lleva a enfrentarse a Lady Kushana para defender al Valle del Viento.

- Kurotowa (クロトワ): Capitán del reino de Tormekia, a las órdenes de Lady Kushana. De origen humilde, ambicioso, irónico y sin escrúpulos, tiene cierta atracción hacia Lady Kushana.

- Rey Jihl (ジル): Rey del Valle del Viento y padre de la princesa Nausicaä. Tiene una enfermedad que provoca que esté en cama constantemente. A su muerte, Nausicaä tendrá que liderar el pueblo y evitar su masacre.

- Obaba (オオババ): Anciana hechicera del Valle del Viento y consejera del rey Jihl. Cree firmemente que se cumplirá la profecía del elegido que vendrá a apaciguar las relaciones entre los seres humanos y los insectos del bosque contaminado.

## Temas y arquetipos

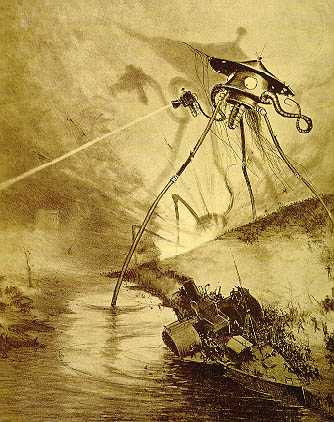
Ilustración de La guerra de los mundos, de H. G. Wells. La novela sirvió de influencia para la obra de Miyazaki.

El principal tema de la película es el evitar una guerra y la destrucción del Bosque Contaminado y los animales que residen y protegen dicho bosque. Nausicaä, la princesa del Valle del Viento, hace lo posible para evitar más matanzas, puesto que esto ya llevó a la destrucción del anterior mundo mil años antes. Este elemento de la película se puede comparar con el cuento La bella y la bestia, de Jeanne-Marie Leprince de Beaumont. Las influencias que tuvo Miyazaki a la hora de realizar tanto el manga como la película de Nausicaä del Valle del Viento son la saga de novelas de Terramar, de Ursula K. Le Guin, y las novelas Anochecer, de Isaac Asimov, la fantasía épica El Señor de los Anillos, de J. R. R. Tolkien, e Invernáculo, de Brian W. Aldiss. Analistas y críticos de cine, como la filósofa y escritora estadounidense Danielle Cavallaro, consideran que esta obra de Miyazaki tiene incluso influencias de la leyenda del folclore japonés La princesa que amaba a los insectos, que representa la capacidad de redención de Nausicaä así como su habilidad de comprender el corazón de los insectos.
También Miyazaki tuvo influencia de la epopeya La odisea, de Homero, sobre todo en la elección del nombre y el carácter de la protagonista. Además, una conexión con el libro Dune, de Frank Herbert, puede verse reflejada en el nombre "Ohmu", que puede ser una interpretación silábica de la palabra "gusano" en inglés.
Miyazaki, sin actuar como un juez, plantea en el filme un futuro en el que la avaricia de las personas, dando igual su procedencia, ha llevado al planeta a una situación extrema. Esa misma avaricia conducirá a que los humanos que viven en la nueva situación del planeta se comporten como sus predecesores. El leimotiv de la famosa frase el ser humano es el único animal que tropieza dos veces con la misma piedra se ve reflejada en la trama. La actitud egoísta y aséptica de los gobernadores lleva a cometer los mismos fallos que se cometieron antes de la guerra que asoló la humanidad mil años antes. Otras películas contemporáneas a Nausicaä del Valle del Viento, con un leimotiv similar pueden ser Akira, del director y autor de novela gráfica japonés Katsuhiro Otomo; Taron y el caldero mágico, de Disney y dirigida por Ted Berman y Richard Rich; o El cristal oscuro, de Jim Henson, creador de Los Muppets. Al igual, la manera distópica de representar al futuro puede compararse a novelas como La máquina del tiempo o La guerra de los mundos, del escritor británico H. G. Wells. El elemento de abuso del poder mostrado de forma deshumanizada puede compararse al de la novela ¿Sueñan los androides con ovejas eléctricas?, del escritor estadounidense Philip K. Dick.
En la época de la realización de Nausicaä del Valle del Viento, Miyazaki estuvo a punto de encargarse de una adaptación animada de la novela gráfica Rowlf, de Richard Corben. Aunque no se llegó a un acuerdo, la obra de Corben sirvió de inspiración para Miyazaki a la hora de realizar este filme.

## Producción
Hayao Miyazaki realizó en 1979 su ópera prima, El castillo de Cagliostro, que era la segunda película de la serie de animación japonesa Lupin III, que tomó su nombre de la novela de Maurice Leblanc La condesa de Cagliostro. Inicialmente la película no fue un éxito, y fue considerada como atípica, con un Lupin demasiado noble y poco egoísta. Pese a esto, la película obtuvo ese mismo año el premio Noburō Ōfuji a Mejor Producción de Animación en los Premios de Cine de Mainichi, y después ganó popularidad con sus numerosas reediciones y fue votado como "el mejor anime de la historia" por los lectores de la revista Animage durante cinco años. Debido a la popularidad posteriormente adquirida, Animage le propuso a Miyazaki producir conjuntamente más largometrajes. Varias ideas fueron descartadas y los editores de la revista le propusieron crear un manga que se publicaría en la revista, el cual sería Nausicaä del Valle del Viento.
La película fue realizada por animadores pagados por fotograma realizado. Uno de los más notables fue Hideaki Anno, que luego sería el director de Neon Genesis Evangelion. Anno fue asignado a la escena del ataque del Dios Guerrero, que de acuerdo a Toshio Suzuki es un momento álgido de la película. Está entre las cincuenta mejores películas de ciencia ficción en una lista elaborada por el sitio web especializado IMDb.
De acuerdo al vídeo El nacimiento del Studio Ghibli, Miyazaki sólo escribió la novela gráfica porque el productor de Studio Ghibli Toshio Suzuki era incapaz de encontrar financiación para una película que no estuviera basada en un manga. Sin embargo, otras fuentes han indicado que Miyazaki la empezó con la condición de que nunca fuera trasladada al cine. Más tarde, habría accedido a hacer una OVA de quince minutos, pero los editores de Animage le habrían convencido de realizar un largometraje.

## Voces
Para el doblaje original se contó con la participación de Sumi Shimamoto para el papel de Nausicaä, cuyo talento impresionó a Miyazaki en su papel de la princesa Clarice en su anterior filme, El castillo de Cagliostro. Para el papel del príncipe Asbel se contó con la voz de Yōji Matsuda, quien posteriormente pondría la voz de Ashitaka en la película La princesa Mononoke. La voz de Lady Kushana fue la de Yoshiko Sakakibara, conocida en Japón por ser la reina Neherenia en la famosa Sailor Moon. Gorō Naya, cuya voz en Japón es famosa por doblar a actores de prestigio como Charlton Heston y Clark Gable, puso su voz al maestro Yupa.
Nausicaä del Valle del Viento tuvo un primer lanzamiento bajo el nombre de Guerreros del viento. El recorte y la censura del primer lanzamiento tuvo un doblaje diferente al que existe actualmente, que es completamente fiel al doblaje original japonés.
Como Guerreros del viento hubo dos doblajes en español, uno hecho en España y otro hecho en México para Hispanoamérica. En España, se cambió el nombre de algunos personajes como Nausicaä, que pasó a llamarse Sandra, y que tuvo la voz de Ana Ángeles García, actriz de doblaje conocida por poner su voz a Kirstie Alley o a Fiona Shaw en España. El doblaje de México tuvo la participación de la reconocida actriz de doblaje Rossy Aguirre, conocida por doblar la serie de animación japonesa Los caballeros del Zodiaco o el filme Akira.
Para la versión íntegra y sin cambios y censuras hubo también dos doblajes en español; uno para España y otro para Hispanoamérica, hecho en México. El doblaje de España estuvo a cargo de Alfonso Laguna, importante actor y director de doblaje que fue el encargado de dirigir el doblaje de varias películas de Studio Ghibli como Howl no Ugoku Shiro o Susurros del corazón. El doblaje de México estuvo a cargo de Juan Alfonso Carralero, importante actor de doblaje conocido por doblar a actores como Will Smith o Bill Murray para el doblaje hispanoamericano, como también por doblar al personaje Mayuri Kurotsuchi en la serie de animación japonesa Bleach.
New World Pictures se encargó del doblaje al inglés de la versión recortada y censurada de Nausicaä del Valle del Viento, titulada Warriors of the Wind en su primer lanzamiento. Susan Davis se encargó de doblar a Nausicaä, renombrada Zandra en esta versión. Dicho doblaje actualmente no se encuentra disponible.
Walt Disney Company se encargó de realizar el nuevo doblaje al inglés de la película. Este doblaje contó con la supervisión y aprobación de Studio Ghibli antes de poder producirse. Fue realizado en 2005 junto con otros doblajes de películas de Ghibli como Pompoko o Mi vecino Totoro. Rick Dempsey fue el encargado de dirigir el doblaje al inglés, quien también ha supervisado otros doblajes al inglés de Studio Ghibli como Mis vecinos los Yamada o El castillo ambulante. Para este doblaje se contó con actores de reconocido prestigio como Alison Lohman, que dobló a Nausicaä; Uma Thurman, que dobló a Lady Kushana; Patrick Stewart, Shia LaBeouf, Mark Hamill, Edward James Olmos, Tress MacNeille y Jodi Benson.
A continuación se muestra una tabla donde aparecen los doblajes descritos anteriormente. No aparecen los doblajes relacionados con la versión recortada de la película.
| Personaje                 | Seiyū              | Actores de voz         | Actores de voz         | Actores de voz     |
| ------------------------- | ------------------ | ---------------------- | ---------------------- | ------------------ |
| Nausicaä                  | Sumi Shimamoto     | Belén Rodríguez        | Mildred Barrera        | Alison Lohman      |
| Maestro Yupa              | Goro Naya          | Luis Porcar            | Moisés Palacios        | Patrick Stewart    |
| Mito                      | Ichirō Nagai       | Antonio Medina         | Héctor Miranda         | Edward James Olmos |
| Lady Kushana              | Yoshiko Sakakibara | Mercedes Cepeda        | Mariana Filio          | Uma Thurman        |
| Kurotowa                  | Iemasa Kamuyi      | Alfonso Laguna         | Eduardo Fonseca        | Chris Sarandon     |
| Príncipe Asbel            | Yōji Matsuda       | Jesús Alberto Pinillos | Gabriel Ortiz          | Shia LaBeouf       |
| Gikkuri                   | Jōji Yanami        | Luis Gaspar            | Gabriel Gama           | Jeff Bennett       |
| Rey Jihl                  | Mahito Tsujimura   | Julián Rodríguez       | Juan Alfonso Carralero | Mark Silverman     |
| Obaba                     | Hisako Kyōda       | Pilar Gentil           | Magda Giner            | Tress MacNeille    |
| Goru                      | Kōhei Miyauchi     | Javier Franquelo       | Víctor Ruiz            | Frank Welker       |
| Lastelle                  | Miina Tominaga     | Miriam Valencia        | Mónica Estrada         | Emily Bauer        |
| Gobernante de Pejite      | Makoto Terada      | Javier Moreno          | Gerardo García         | Mark Hamill        |
| Azul                      | Yuichiro Takiguchi | Fran Jiménez           | Carlos Becerril        | Joshua Seth        |
| Madre de Asbel y Lastelle | Akiko Tsuboi       | Elena Palacios         | Desconocida            | Jodi Benson        |

## Banda sonora
La música del film fue compuesta por Joe Hisaishi, mientras que el tema musical Kaze no Tani no Naushika fue producido por Haruomi Hosono (quien fue miembro de los grupos Yellow Magic Orchestra y Happy End) y cantado por Narumi Yasuda. Numerosos álbumes relacionados con la película han salido a la venta desde entonces.
- Nausicaä of the Valley of Wind: Image Album <Bird Person> (風の谷のナウシカ イメージアルバム 鳥の人?)
- Nausicaä of the Valley of Wind: Symphony <The Legend of Wind> (風の谷のナウシカ シンフォニー 風の伝説?)
- Nausicaä of the Valley of Wind: Soundtrack <Toward the Far Away Land> (風の谷のナウシカ サウンドトラック はるかな地へ?)
- Nausicaä of the Valley of Wind: Drama Version <God of Wind> (風の谷のナウシカ・ドラマ編?)
- Nausicaä of the Valley of Wind: Best Collection (風の谷のナウシカ BEST?)
- Nausicaä of the Valley of Wind: Hi-tech Series' (風の谷のナウシカ・ハイテックシリーズ Nausicaä of the Valley of Wind: Hi-tech Series'?)
- Nausicaä of the Valley of Wind: Piano Solo Album <For the Easy Use with Beyer> (?)

## Distribución

### Primera distribución
La película fue estrenada en Japón en 1984, y vendió más de un millón de entradas en los cines. Consiguió abrir las puertas a Hayao Miyazaki e Isao Takahata para poder crear su propio estudio, el Studio Ghibli. Debido a eso, se la considera la primera película del estudio.

#### Guerreros del Viento
Una versión muy modificada de la película con doblaje al inglés fue publicada en los años 80 como Guerreros del Viento. De acuerdo al sitio web oficial de Studio Ghibli, los actores de voz en este doblaje no sabían nada del argumento de la película, y se recortaron 30 minutos de metraje porque la distribuidora decidió que 'la historia era muy lenta'. Como resultado, parte de la carga narrativa de la película se perdió; muchos de los temas de fondo desaparecieron, como ocurrió con la subhistoria de los Ohms, alterada de tal forma que parecían sólo enemigos agresivos, sin mostrar la otra cara de la historia. Gran parte de los personajes fueron renombrados, a destacar la protagonista, que pasó a llamarse "Zandra".
Muchos fanes de Nausicaä, así como el propio Miyazaki, estuvieron disgustados con esta versión; y Miyazaki sugirió que la gente "la olvidara". El Studio Ghibli y Miyazaki pidieron a la gente que olvidara su existencia, y después adoptaron una estricta política de ninguna modificación, con una cláusula específica para evitar esto en la distribución en el extranjero. Al oír que el productor Harvey Weinstein, de Miramax, deseaba recortar parte de La princesa Mononoke para hacerla más atractiva en el mercado, uno de los productores del Studio Ghibli le mandó una auténtica katana con un único mensaje: "Sin cortes".

Existe el rumor de que cuando Harvey Weinstein fue encargado de llevar la distribución en Estados Unidos de La princesa Mononoke, Miyazaki le mandó una espada de samurái. Pegado a la hoja había un desolador mensaje: Sin cortes. - El director dice a eso: En realidad, fue mi productor quien hizo eso.

Esta versión luego sirvió de base para otras distribuciones, como la existente en España, que además de ser la recortada, mantenía los cambios de nombre o profundizaba en ellos aún más. Así, Nausicaä, que había pasado a Zandra, se transformó en Sandra, Mito en Axel, y Asbel en Milo. Además, los Ohms fueron nombrados como Gorgonas (aunque no existe ninguna relación con el ser mitológico de cabellos hechos de serpientes y mirada petrificante) y el Möwe de Nausicaä pasó a ser un Montanubes.

### Segunda distribución
Debido a que la primera distribución de Nausicaä del Valle del Viento fue modificada, cuando Disney compró los derechos de distribución de las películas de Studio Ghibli se decidió volver a lanzar la película con un nuevo doblaje al inglés siendo fiel al original japonés. En Estados Unidos, Nausicaä tuvo su reestreno y debut en DVD en febrero de 2005. El nuevo doblaje contaba con la participación de actores de prestigio como Uma Thurman o Patrick Stewart. En México la película se estrenó en DVD el 15 de agosto de 2010, distribuida por Zima, y en formato Blu-ray se sacó en agosto de 2011. Pese a titularse en ese país igual que en el resto de Hispanoamérica, se decidió utilizar el título Nausicaä: Guerreros del viento para promocionar la película en formato doméstico.
En otros países anglófonos como Reino Unido o Australia, la película fue estrenada durante el año 2005, al igual que en Alemania. En países francófonos como Francia y Suiza, el filme fue estrenado en cines en agosto de 2006, también con un nuevo doblaje y restaurada. La película en Francia consiguió dar buenos resultados en taquilla, quedando en el puesto número cinco en su primera semana. En otros países como Noruega, Finlandia o Estonia fue estrenada en 2008. En España, la película fue estrenada en los cines el 7 de mayo de 2010 y distribuida en formato DVD el 30 de junio de ese mismo año y siendo distribuida en formato blu-ray en verano de 2011.